# Lee Camp
Lee Michael John Camp (* 22. August 1984 in Derby) ist ein in England geborener nordirischer Fußballspieler, der bei AFC Wrexham unter Vertrag steht.

## Karriere

### Vereine

#### Derby County
Lee Camp begann seine Profikarriere in der Saison 2002/03 bei seinem Heimatverein Derby County. Im Januar 2003 wechselte er auf Leihbasis zu Burton Albion und für die letzten Spiele der Saison zu den Queens Park Rangers. 2004 wurde Lee Camp erstmals in die englische U-21-Nationalmannschaft berufen. Bis 2007 absolvierte er fünf Spiele für die Juniorenauswahl. Ein erneutes Leihgeschäft führte Camp 2006 zu Norwich City. Anfang 2007 wechselte er auf Leihbasis zu den Queens Park Rangers, für die er bereits 2003 aktiv gewesen war. 

#### Queens Park Rangers
Im Juli 2007 verließ Camp Derby County und wechselte für ca. £300.000 zu den Rangers. Er unterschrieb bei dem Londoner Verein einen Drei-Jahres-Vertrag. In der Saison 2007/08 konnte sich Lee Camp als Stammtorwart durchsetzen und bestritt alle Ligaspiele für seinen neuen Verein. Auch zu Beginn der Saison 2008/09 konnte er seinen Platz behaupten.

#### Nottingham Forest
Ende Oktober 2008 wechselte er erneut auf Leihbasis zu einem neuen Verein. Diesmal führte es ihn zu Nottingham Forest. Camp hatte mit seinen starken Leistungen entscheidenden Anteil am Klassenerhalt des Zweitliga-Neulings in der Football League Championship 2008/09. Nach Abschluss der Saison unterschrieb Lee Camp einen Vierjahresvertrag bei dem Verein aus Nottinghamshire.
Auch in der Saison 2009/10 blieb Camp die unangefochtene Nummer 1 bei den Reds. Ihm gelang mit seiner Mannschaft die beste Saison seit mehreren Jahren, die letztendlich zu einem dritten Tabellenplatz hinter Newcastle United und West Bromwich Albion führte. In der ersten Play-off-Runde scheiterte Forest jedoch in zwei Spielen am Tabellensechsten und späteren Aufsteiger FC Blackpool. Im Dezember 2009 wurde Camp zum Spieler des Monats der zweiten Liga gewählt. Nach Saisonende wurde er zudem gemeinsam mit seinem Teamkollegen Chris Gunter ins PFA Team of the Year der zweiten Liga gewählt. Auch in der Saison 2010/11 erreichte Camp mit seiner Mannschaft durch einen sechsten Platz das Play-off-Halbfinale. Gegen den Dritten Swansea City (0:0 und 1:3) scheiterte das Team jedoch wie im Vorjahr vorzeitig.

#### Norwich City
Nachdem der Verein Camp im Januar 2013 mitteilte, dass sein auslaufender Vertrag nicht verlängert wird, wechselte er am 23. Januar 2013 zum Erstligisten Norwich City.

### Nationalmannschaft

#### Nordirland
Durch seinen in Nordirland geborenen Großvater erhielt Lee Camp die Berechtigung für die Nordirische Fußballnationalmannschaft zu spielen. Diese Möglichkeit nutzte der gebürtige Engländer und feierte am 25. März 2011 sein Debüt für Nordirland. Gegner in der Qualifikation für die EM 2012 war Serbien, dass sich in Belgrad mit 2:1 durchsetzte. Vier Tage später bestritt er im Spiel gegen Slowenien sein Heimdebüt in Belfast und blieb beim 0:0 ohne Gegentreffer. 
Weitere vier Einsätze folgten während der Qualifikation für die Europameisterschaft 2012, in denen er insgesamt vier Tore zuließ. 2012 folgten drei Freundschaftsspieleinsätze: in einem davon blieb Camp ohne Gegentore, in den übrigen zwei kassierte er jeweils drei Tore. Außerdem war das 3:3 gegen Finnland im August 2012 Camps letzter Einsatz in der Nationalmannschaft.

## Erfolge

### AFC Bournemouth
- Englischer Zweitligameister: 2014/15